# 線毛

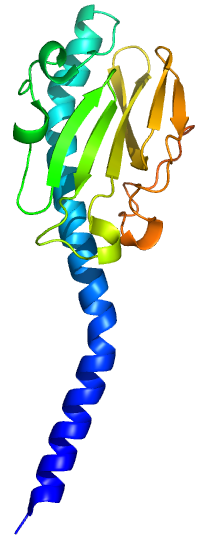
淋菌のピリンの3D構造。PDB 1AY2。このピリンが重合して、IV型線毛をつくる。

線毛（せんもう）は、細菌の細胞外構造体で、タンパク質が重合して繊維状となるもので、鞭毛以外を指す。英語では pilus（複数形 pili）、または fimbria（複数形 fimbriae）という。通常、pilus と fimbria は区別しないで使用される。線毛は1950年代に走査型電子顕微鏡観察によって発見されたが、2つの研究グループがこれらの名称を別々に用いたことが、現代まで続いている。
線毛の主要なサブユニットタンパク質はピリン(pilin)またはフィンブリリン(fimbrillin)という（フィンブリンとは異なる）。性線毛(sex pili)、クラスI型線毛、IV型線毛など多数の種類が知られており、一つの細胞が複数種の線毛をもつことも多い。線毛は、細菌の鞭毛（らせん型の剛体で、根元で回転して推進力を与える）とは本質的に異なるが、その構造やはたらきは多種多様である。真核生物の繊毛ともまったく異なる。また、医学用語では、この繊毛を「線毛」と呼ぶので注意が必要である。

## 性線毛
性線毛は、細菌間の接合において、DNAを送り込む装置として細胞間を連結する。FプラスミドがつくるF線毛は長さ2-20 µm、幅8 nmで、中心には約2 nmの空隙がある。通常、接合を起こすプラスミドに存在する遺伝子からつくられる。接合の相手は、同種の細菌が多いが、別種の細菌、真核細胞の場合もあり、遺伝子の水平移動を起こす主因となる。Rプラスミドによる薬剤耐性遺伝子群の水平移動やアグロバクテリウムAgrobacteriumの線毛(T線毛ともいう)による植物細胞の形質転換は有名である。性線毛はIV型分泌装置によってつくられる。

## クラスI型線毛
P線毛とI型線毛を含む。ともに、ロッドと呼ばれる径7 nmの直線状の部分と先端の細くフレキシブルな小繊維からなり、細胞の付着に重要なはたらきをしている。グラム陰性菌に存在し、ペリプラズムに存在するシャペロンタンパク質を介して線毛の構成タンパク質は外膜に運ばれ、外膜上でアセンブルして線毛を形成する。腎盂腎炎を起こす大腸菌にはP線毛があり、宿主の尿路細胞表面にあるα-D-galactopyranosyl-(1-4)-β-D-galactopyranosideに結合する。

## IV型線毛
IV型線毛はグラム陰性菌や古細菌に広く存在する。
役割としては，付着や宿主への感染にはたらくもの、twitching運動やDNAの取込みにはたらくものがある。構造としては、細胞膜から生じ、外膜を貫通して、細胞外へ伸びた毛であり、長さ約2-10 µm、径約7 nmで、内部は中空にはなっていない。線毛全体はフレキシブルで、先端は付着性である。II型分泌装置によって形成され、PilTと呼ぶATPアーゼによって線毛は細胞膜内に引き込まれる。
淋菌Neisseria gonorrhoeaeや緑膿菌Pseudomonas aeruginosaでは、IV型線毛は宿主への感染、twitching運動などにはたらいている。粘液細菌Myxococcus xanthusでは、滑走運動を起こしている。twitching運動するシアノバクテリアSynechocystisにも同様の線毛があり、その運動やDNAの取込みに必須である。線毛の先端は周囲の物体に付着し、線毛の根元が細胞内に引き込まれることで、細胞が周囲の物体に引き寄せられるという。このため、線毛による運動は物体表面でのみ起きる。この点では、鞭毛による遊泳運動とは本質的に異なる運動である。DNAなどを細胞内に取り込むときも、この線毛の引き込み運動が利用されるという。なお、twitching運動は、進行方向や運動速度が頻繁に変化する特徴をもつ。
粘液細菌Myxococcus xanthusの滑走運動はS運動(social motility)とA運動(adventure motility)が知られている。前者は、柔らかい寒天の表面を細胞集団で移動する運動でIV型線毛がかかわっている。桿状の細胞の一方の末端にのみ数本のIV型線毛を生じていて、となりの細胞のIV型線毛に付着したり、細胞外多糖などに接着し、引き込み運動によって線毛を生じている末端方向へ前進運動する。A運動は、硬い寒天の表面を単独細胞で移動する運動で、そのしくみはまだよくわかっていない。どちらの運動も数分間で向きを180度変える往復運動であり、進行方向が反転するとき、これまで生じていた末端から線毛は消失し、反対側の末端に新たに線毛が形成される。
腸管病原性大腸菌の桿状細胞の両極に生じるIV型線毛は集まって束状線毛(BFP, bundle-forming pilus)を形成する。これによって小腸の上皮にコロニーを形成する。その主要ピリンはbundlinという。プラスミド上のbfpオペロンにある14個の遺伝子からつくられる。
グラム陽性菌には、IV型線毛はないが、IV型線毛のホモログの遺伝子群は存在する。以下の形質転換用偽線毛の項目を参照。
古細菌のIV型線毛についてはあまり研究が進んでいないが、古細菌の共通祖先はIV型線毛の遺伝子を持っていたようである。なお、古細菌の鞭毛はIV型線毛とよく似た遺伝子によってつくられている。

## Curli線毛
Curli線毛は径4-7 nmのカールした線毛で、大腸菌やサルモネラ菌のバイオフィルム形成を通して宿主への感染などにかかわっている。これらの細菌がつくるバイオフィルムは、Curli線毛とセルロースが主成分で、菌が細胞集団として増殖することを助ける。Curli線毛の主要ピリンはCsgAタンパク質で、細胞外に分泌され、凝集核を基に重合する。

## グラム陽性菌の線毛
外膜がないグラム陽性菌にも線毛様構造体は存在しているが、あまり研究は進んでいない。連鎖球菌(Streptococcus)やCorynebacteriumには、径3-10nm、長さ0.3-3µmのしっかりした線毛が存在し、ホストのコラーゲンへの付着にかかわっている。ピリンサブユニット間はペプチド結合によって共有結合していることが特徴である。この結合は、ペプチドグリカン形成を触媒するソルターゼのトランスペプチダーゼ反応によってつくられる。
形質転換用偽線毛：枯草菌の形質転換に必要なDNA結合装置の一部で、グラム陰性菌のIV型線毛の相同器官。この装置では偽ピリンタンパク質が40から100分子重合しているが、電子顕微鏡で見える線毛とはならない。